# Les Grandes Misères de la guerre

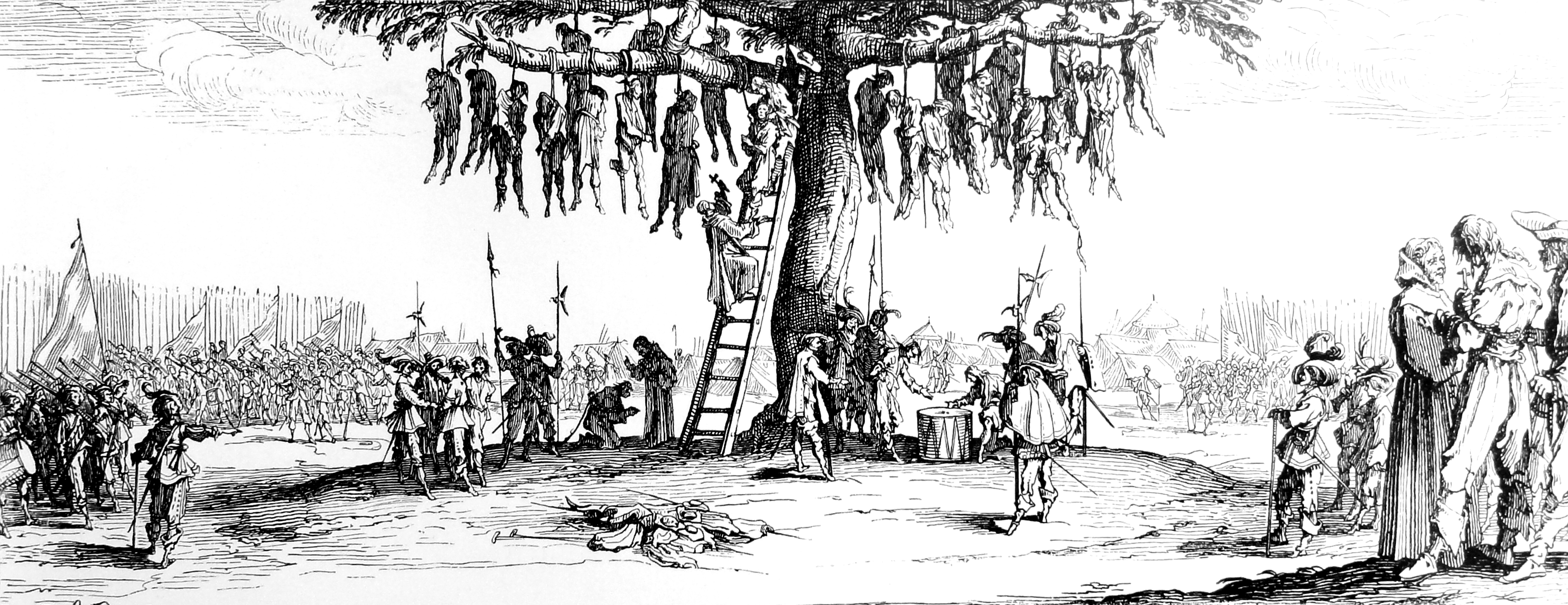
La Pendaison (O Enforcamento).

Les Grandes Misères de la guerre (pronúncia em francês: [le ɡʁɑ̃d mizɛʁ də la ɡɛʁ], As Grandes Misérias da Guerra) é uma série produzida pelo artista francês Jacques Callot (1592–1635), intitulado "Les Misères et les Malheurs de la Guerre" e publicada em 1633.
As gravuras relatam o cotidiano da Guerra dos Trinta Anos.

## Galeria

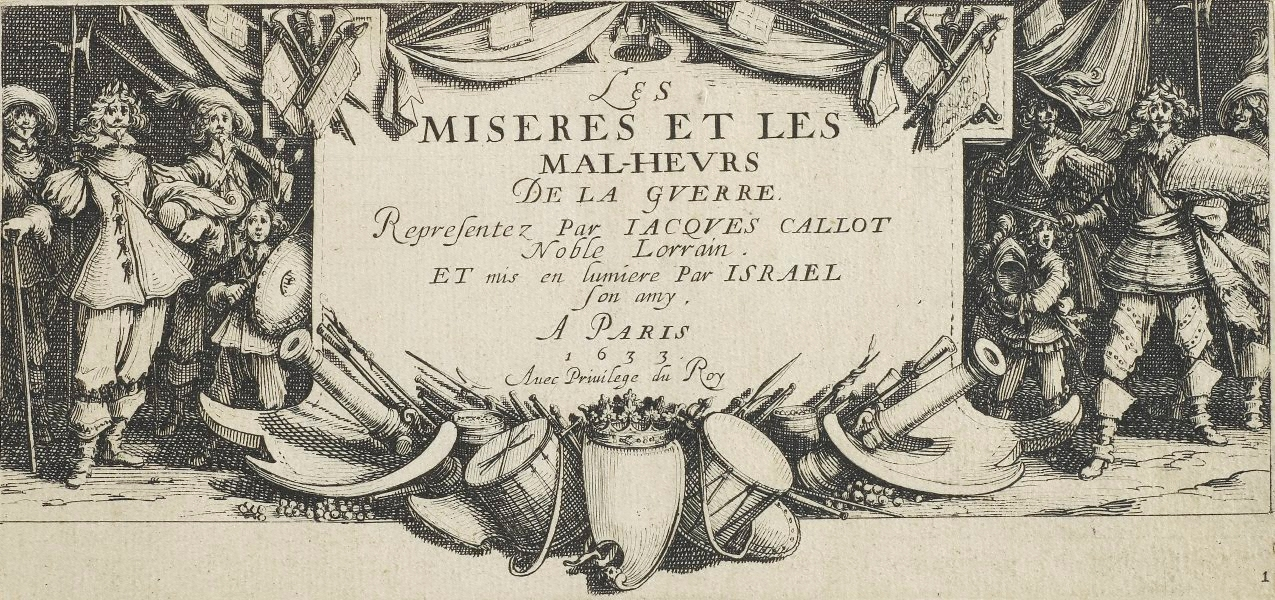
Página de título
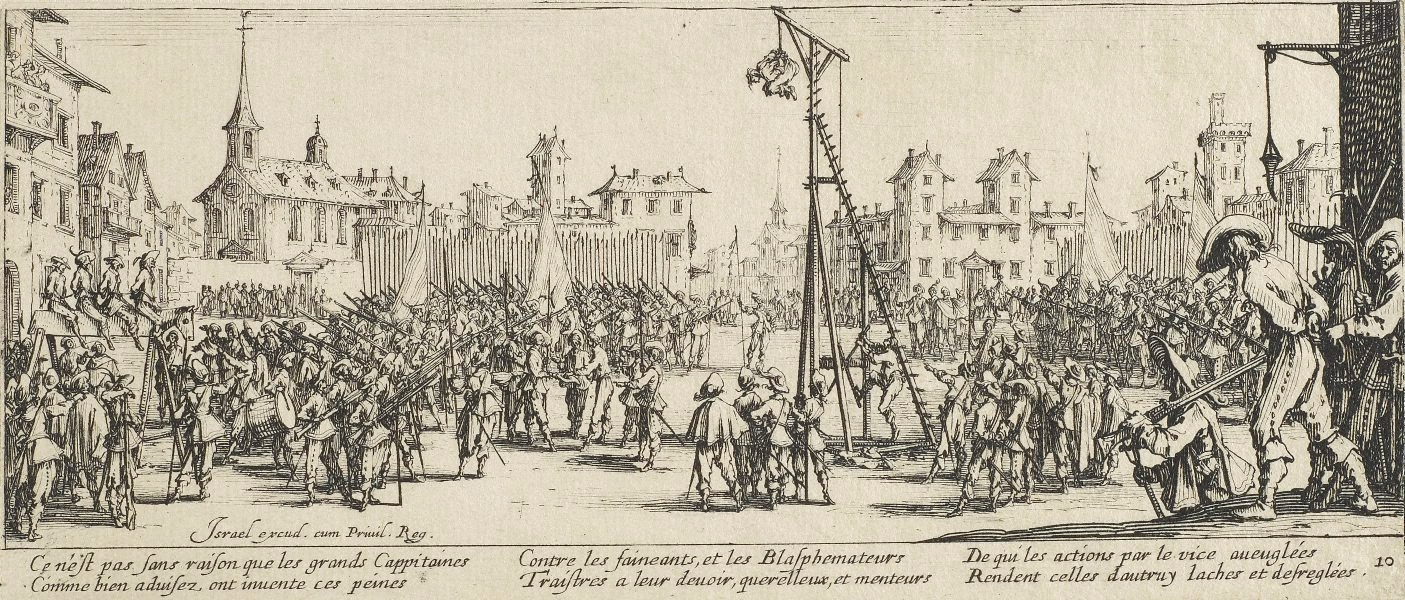
Plate 10 "The Strappado"
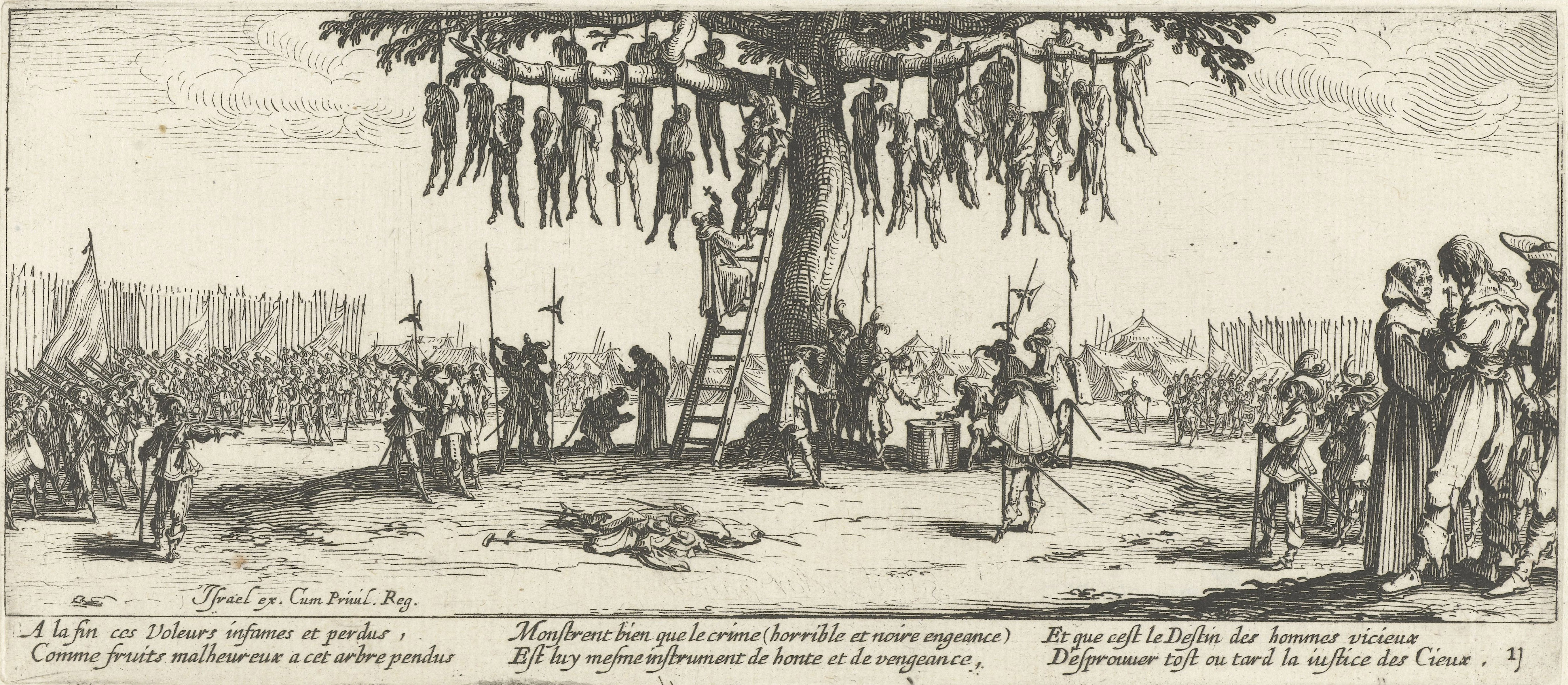
Plate 11 "The Hanging"
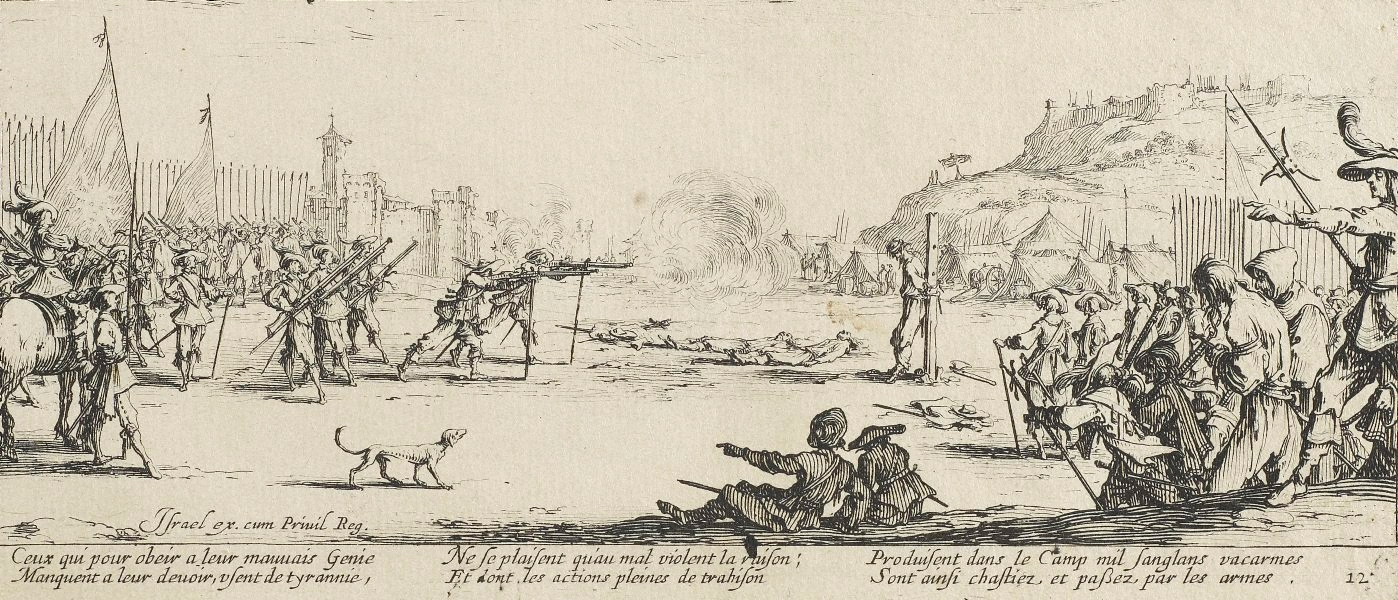
Plate 12 "The Firing Squad"
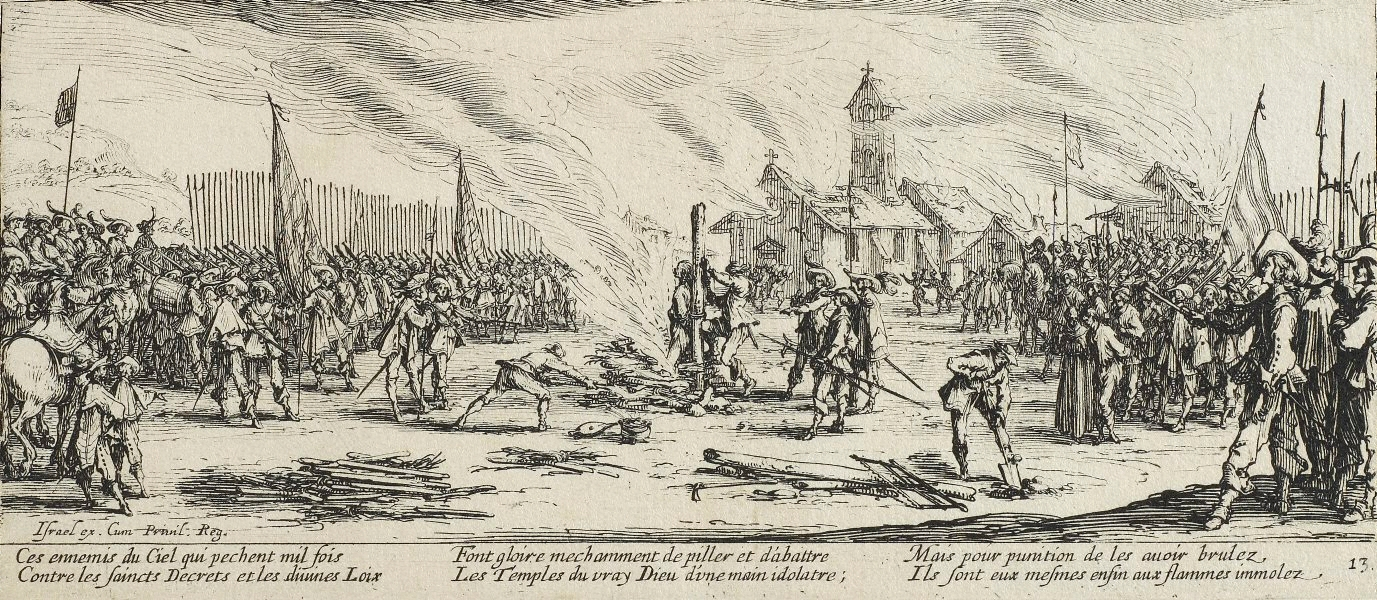
Plate 13 "The Stake"
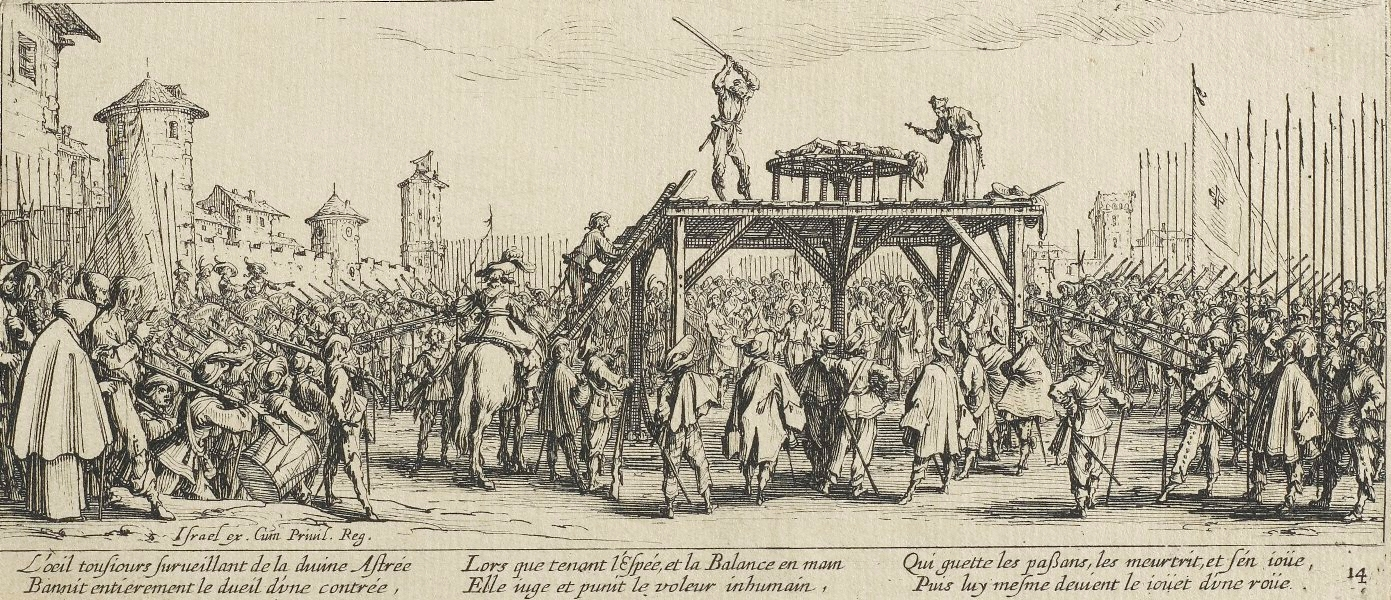
Plate 14 "The Wheel"